# Велимир Пантелић
Велимир Пантелић (1895−1962) био је драгачевски каменорезац из Дучаловића. Припада групи мање познатих  клесара надгробних споменика Доњег Драгачева.

## Живот
Рођен је 1895. године у Дучаловићима. Клесарски занат учио од оца Павла Пантелића. Био је добар каменорезац занатлија. Споменике је израђивао у Дучаловићима и околним селима. 
Умро је 1962. године. Сам себи је израдио споменик на гробљу Садљике:
Овде сарањ(ен)
ВЕЛИМИР ПАНТЕЛИЋ
бив(ши) земљо(радник)
и мајстор
рођ(ен) 1895 год.
умро 1962 год.
Спомен сам себе
исписа и уради

## Дело
Споменике је клесао од пешчара. Слова епитафа су му правилна, дубоко урезана. Надгробнике је вешто украшавао орнаментиком по узору на оца Павла.